# Telesphore Placidus Toppo
Telesphore Placidus Toppo (Gumla, Jharkhand, 15 de outubro de 1939 – Ranchi, 4 de outubro de 2023) foi um cardeal indiano da Igreja Católica. Era o arcebispo emérito de Ranchi.

## Biografia
De etnia adivasi, estudou no St. Xavier's College, em Ranchi (honras inglesas, 1965), na Pontifícia Universidade Urbaniana, em Roma (licenciatura em teologia) e na Universidade de Ranchi (mestrado em história). Além de sua língua nativa, oraon, ele é fluente em inglês, alemão, hindi, italiano, latim, sadri e santali.
Foi ordenado padre em 3 de maio de 1969, por Franciskus Von Streng, bispo emérito de Basileia. Foi professor e assistente do diretor da St. Joseph's High School, em Torpa. Em 1976, tornou-se reitor do Seminário Menor de Ranchi. Foi o fundador de uma escola apostólica para os candidatos ao sacerdócio da tribo Munda.
Nomeado pelo Papa Paulo VI como Bispo de Dumka em 8 de junho de 1978, foi consagrado em 7 de outubro, em Dudhani, por Pius Kerketta, S.J., arcebispo de Ranchi, assistido por Leo Tigga, S.J., bispo de Raiganj e por Joseph Robert Rodericks, S.J., bispo de Jamshedpur.
Em 8 de novembro de 1984 foi apontado pelo Papa João Paulo II como arcebispo coadjutor de Ranchi, sucedendo ao governo eclesiástico em 7 de agosto de 1985.
Em 28 de setembro de 2003, foi anunciada a sua criação como cardeal pelo Papa João Paulo II, no Consistório de 21 de outubro, em que recebeu o barrete vermelho e o título de cardeal-presbítero de Sagrado Coração de Jesus agonizante em Vitinia.
Foi Presidente-delegado da XI Assembleia Geral Ordinária do Sínodo dos Bispos, no Vaticano, que ocorreu entre 2 a 29 de outubro de 2005. Nomeado membro do Conselho dos Cardeais para o Estudo dos Problemas Organizacionais e Econômicos da Santa Sé em 23 de junho de 2012.
Foi presidente da Conferência dos Bispos Católicos da Índia, entre 2004 e 2008 e da Conferência Episcopal da Índia de Rito Latino por dois períodos, de 2002 a 2005 e 2011 a 2013.
Foi o principal sagrante de Stephen M. Tiru, Charles Soreng, S.J., Michael Minj, S.J., Joseph Minj, Thomas Kozhimala, Felix Toppo, S.J., Julius Marandi, Gabriel Kujur, S.J., Vincent Barwa, Victor Henry Thakur, Paul Alois Lakra, John Barwa, S.V.D., Clement Tirkey, Paul Toppo, Kurian Valiakandathil, Angelus Kujur, S.J., Binay Kandulna, Emmanuel Kerketta, Anand Jojo, Kishore Kumar Kujur, Telesphore Bilung, S.V.D., Theodore Mascarenhas, S.F.X., Cajetan Francis Osta e Vincent Aind.
O Papa Francisco aceitou sua renúncia em 24 de junho de 2018.
O Cardeal Telesphore Placidus Toppo foi membro das seguintes instituições da Cúria Romana:
1. Dicastério para a Evangelização (desde 2003)[4]
2. Dicastério para o Diálogo Inter-Religioso (desde 2003)[4]
3. Dicastério para a Cultura e a Educação (desde 2009)[5]
4. Membro da Comissão do Instituto para as Obras de Religião (desde 2013)[6]

## Conclaves
- Conclave de 2005 - participou da eleição do Papa Bento XVI.
- Conclave de 2013 - participou da eleição do Papa Francisco.

## Morte
Toppo morreu no dia 4 de outubro de 2023, aos 83 anos, em Ranchi, Índia, no hospital Constant Lievens, devido a doenças relacionadas à sua avançada idade.